# Jay Lethal
Jay Lethal, pseudonimo di Jamar Shipman (Elizabeth, 29 aprile 1985), è un wrestler statunitense sotto contratto con la All Elite Wrestling.
È principalmente ricordato per i suoi trascorsi nella Total Nonstop Action Wrestling tra il 2005 e il 2011 e nella Ring of Honor tra il 2011 e il 2021.

## Carriera

### Circuito indipendente (2000–2005)
All'età di quindici anni Jamar Shipman partecipa ad un concorso tenuto dalla Jersey All Pro Wrestling e vince la possibilità di frequentare gratuitamente i loro corsi. Alla chiusura della stessa e dopo sei mesi di allenamenti, Shipman passa all'Extreme Championship Wrestling dove prosegue nella sua formazione sotto la guida di Mikey Whipwreck e Dan Maff. Lotta anche in Ring of Honor prima di essere ingaggiato dalla Total Nonstop Action Wrestling.

### Total Nonstop Action Wrestling (2005–2011)

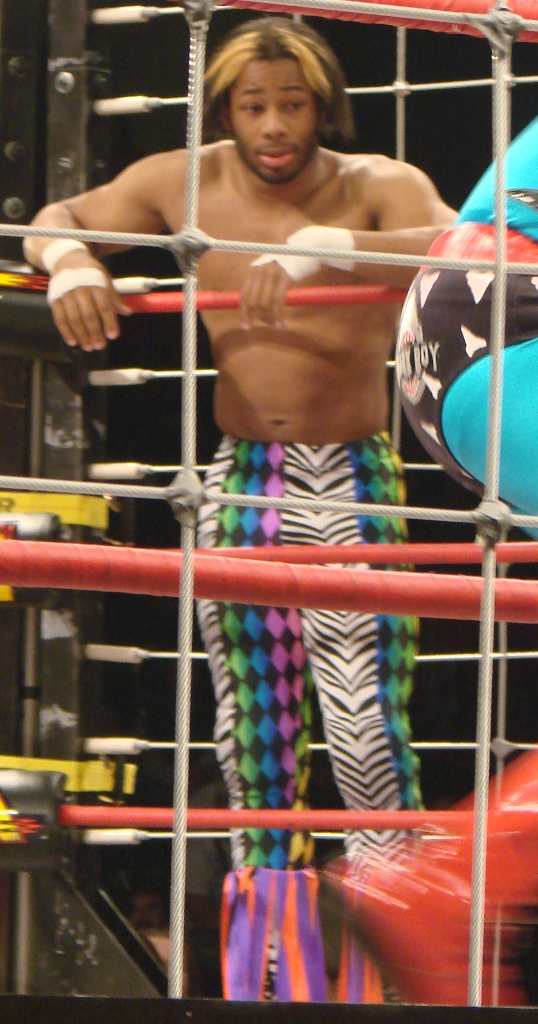
Jay Lethal nel 2007

Nella TNA ha conquistato per sei volte l'X Division Championship: la prima volta battendo Chris Sabin a Slammiversary 2007, la seconda sconfiggendo Kurt Angle a No Surrender e la terza schienando Johnny Devine a Against All Odds 2008, mentre ottiene il titolo per la quarta volta nella puntata del 16 settembre 2010 a Impact! schienando Douglas Williams.
Il 5 aprile 2007, durante una puntata di Impact!, Lethal venne introdotto con la sua nuova gimmick, in cui imitava della leggenda "Macho Man" Randy Savage. La settimana successiva Lethal, che adesso si faceva chiamare "Black Machismo" Jay Lethal, si presentò sul ring sulle note di una versione remixata di Pomp and Circumstance (musica d'ingresso di Savage) e vestito di tutto punto come il suo idolo "Macho Man". Imitava anche la frase caratteristica di Savage: «Oh Yeah!», e sconfisse l'X Division Champion Chris Sabin utilizzando molte delle mosse caratteristiche di Savage, compresa la sua finisher, il Diving elbow drop.
Il 16 dicembre 2008 Lethal vince il TNA World Tag Team Championship, sfruttando la valigetta del Fearst or Fired match con una title shot al titolo di coppia, con Consequences Creed, nel corso dei tapings di Impact per la puntata dell'8 gennaio 2009, ma solo 3 giorni dopo, nel Pay-Per-View Genesis dell'11 gennaio 2009 lo perdono contro i Beer Money. Nel 2010 ritorna, feudando contro Ric Flair e la sua stable, la Fortune. A Victory Road sconfigge Flair.
Il 24 settembre 2010 perde il titolo TNA X Division in un house show contro Amazing Red. Il titolo lo rivince pochi giorni dopo in un house show nel New Jersey. A Turning Point perde il titolo TNA X Division contro Robbie E. Il 16 dicembre 2010, nella puntata di Impact!, vince per la sesta volta l'X Division Championship contro Robbie E. A Genesis perde il titolo contro Kazarian. Dopo quella sconfitta non si fece più vedere in TNA.

### Ring of Honor (2011–2021)

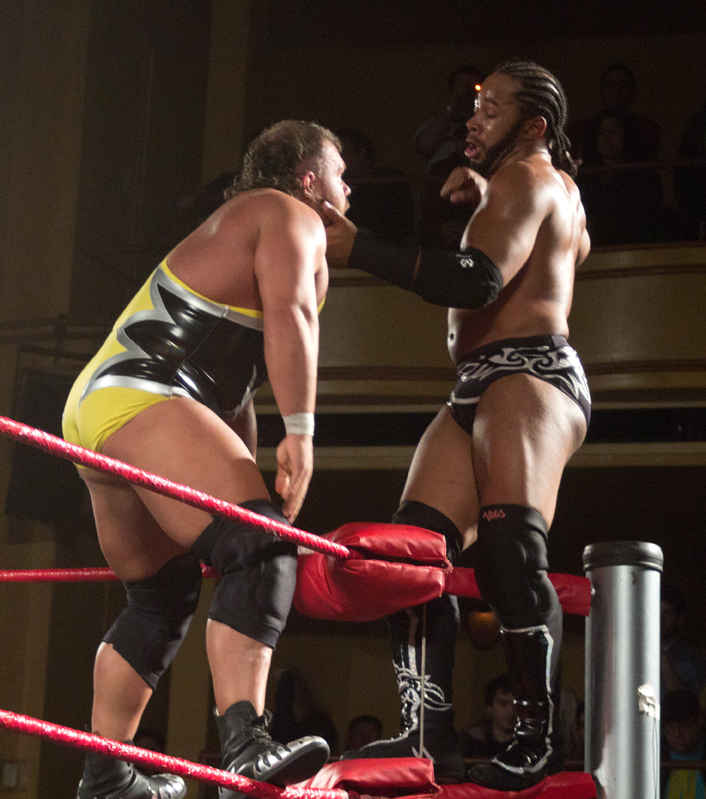
Jay Lethal (a destra) contro Michael Elgin (a sinistra) nel 2013

Il 2 maggio 2011, la ROH annunciò che Lethal sarebbe tornato nella promotion il 26 giugno, in occasione dell'iPPV Best in the World. Nel suo match di ritorno, Lethal sconfisse Mike Bennett. L'8 agosto, la ROH annunciò la firma di Lethal con la promotion. Il 13 agosto, durante i primi TV tapings dopo l'acquisizione della federazione da parte del Sinclair Broadcast Group, Lethal sconfisse El Generico per l'ROH World Television Championship. Il 17 settembre, a Death Before Dishonor IX, Lethal fece coppia con Homicide in un tag team match, perdendo contro Rhyno e Tommaso Ciampa, allora parte dell'Embassy. Il 3 dicembre, Lethal sconfisse altri diciannove wrestler nella Honor Rumble, conquistando una shot all'ROH World Championship durante il 2012. Il 23 dicembre, a Final Battle, Lethal difese l'ROH World Television Championship in un three-way match contro El Generico e Mike Bennett. Ai tapings del 7 gennaio 2012, Lethal difese il titolo di nuovo contro Bennett in un No Time Limit match. Il 20 gennaio, Lethal sfidò Davey Richards per l'ROH World Championship, uscendone sconfitto. Il 4 marzo, al 10th Anniversary Show, la sua difesa titolata contro Tommaso Ciampa si concluse in un pareggio per time limit. Il 31 marzo, a Showdown in the Sun, Lethal perse il World Television Championship contro Roderick Strong, a seguito di un'inteferenza di Ciampa. Al seguente iPPV Border Wars, il 12 maggio, Lethal sconfisse Ciampa in un match che pose fine alla sua striscia di imbattibilità. Il 24 giugno, a Best in the World 2012: Hostage Crisis, Lethal non riuscì a ricatturare il World Television Championship da Strong in un three-way elimination match, nel quale partecipò anche Ciampa. Il feud tra Lethal e Ciampa ebbe fine l'11 agosto a Boiling Point (2012), dove Lethal sconfisse Ciampa in un two-out-of-three-falls match. Il 22 settembre, Lethal vinse il Survival of the Fittest 2012 guadagnandosi un'altra opportunità per l'ROH World Championship. Lethal ricevette la sua title shot il 6 ottobre a Rahway, New Jersey, ma il match con Kevin Steen finì in no contest.
Dopo il match, la ROH fece un angle nel quale Steen sputò sui genitori di Lethal, seduti in prima fila, il quale portò Lethal ad andare fuori di testa, attaccando diversi ufficiali, incluso Jim Cornette. Con il suo nuovo "killer instinct", il 13 ottobre, a Glory By Honor XI: The Unbreakable Hope, Lethal sconfisse Davey Richards per sottomissione. Dopo aver sconfitto Rhino il 16 dicembre a Final Battle 2012: Doomsday, Lethal richiese un'altra shot all'ROH World Championship, la quale fu rifiutata dal matchmaker (il termine con il quale viene identificato il general manager in ROH) Nigel McGuinness, portando Lethal a sputargli in faccia, finendo il tutto con una rissa. Ai tapings del 5 gennaio 2013, Lethal riuscì a convincere Steen a dargli un'opportunità per il titolo, portando McGuinness a cambiare idea rendendo il match ufficiale. Lethal ricevette la sua title shot il 2 marzo all'11th Anniversary Show, ma venne sconfitto da Kevin Steen. Il 5 aprile a Supercard of Honor VII, Lethal non riuscì a conquistare un'altra shot al World Championship, venendo sconfitto da Michael Elgin in un number one contender's match. Dopo che l'ROH World Championship venne reso vacante, Lethal partecipò al torneo per determinare il nuovo campione, battendo Sonjay Dutt nel primo turno il 27 luglio. Il 3 agosto, Lethal venne eliminato nel second turno dal futuro vincitore del torneo, Adam Cole.
Il 4 aprile 2014, a Supercard of Honor VIII, Lethal divenne heel per la prima volta in quasi dieci anni accettando l'aiuto di Truth Martini per sconfiggere Tommaso Ciampa, riconquistando il World Television Championship e diventando il primo a vincerlo per due volte. Dopo il match, Lethal rese ufficiale il ritorno della "House of Truth". L'anno successivo, Lethal divenne il più lungo World Television Champion della storia, con difese contro avversari come Matt Taven, Caprice Coleman, ACH, Matt Sydal nell'ultimo PPV dell'anno, Final Battle 2014, e di nuovo al 13th Anniversary Show contro Alberto el Patrón. Nel marzo del 2015, Lethal divenne il World Television Champion con più difese del titolo, doppiando il precedente record di Matt Taven. Il 4 aprile, Lethal raggiunse i 365 giorni come campione, diventando il proprietario di tutti i record associati al World Television Championship.
Nell'aprile del 2015, Lethal cominciò ad autoproclamarsi come "Il" Ring of Honor World Champion, affermando che il World Television Championship ora era il vero titolo principale in ROH (anziché il World Championship detenuto da Jay Briscoe). Nel maggio del 2015, Lethal debuttò una nuova cintura nella quale omise la parola "Television", essendoci scritto semplicemente "ROH World Champion". Come risultato, il matchmaker Nigel McGuinness annunciò che a Best in the World 2015, Lethal avrebbe affrontato Jay Briscoe in un winner-takes-all "Battle of the Belts" match con entrambi i titoli in palio. Lethal sconfisse Briscoe dopo averlo colpito con la sua stessa finisher, il Jay Driller, e poi con la Lethal Injection per difendere il suo titolo e vincere il World Championship, perciò diventando il campione indiscusso.  Questa vittoria ne rese anche il terzo Triple Crown Champion nella storia della Ring of Honor, dato che lui è anche un ex ROH Pure Champion.

### All Elite Wrestling (2021-presente)
Debuttò in All Elite Wrestling durante il pay-per-view Full Gear, annunciato da Tony Schiavone. Dopo una breve intervista, sfidò ad una sfida titolata Sammy Guevara, il detentore del TNT Championship. Il match si svolse nella successiva puntata di Dynamite e vide il campione mantenere la cintura.

## Personaggio

### Mosse finali
- Come Jay Lethal
  - Lethal Injection (Pumphandle sit-out powerbomb (2002-2004) / Back Suplex Lift Neckbreaker (2010-2011) / Handspring Cutter - dal 2011)
  - Back Suplex Lift Neckbreaker
  - Flipping Release Dragon Suplex
  - Hail to the King (diving elbow drop)

- Come Hydro
  - Hydroplane (Springboard DDT)
  - That's All She Wrote (Inverted over the shoulder back-to-belly piledriver)

### Soprannomi
- "The Black Machismo"
- "The Greatest First Generation Wrestler"

## Titoli e riconoscimenti
- American Wrestling Alliance
  - AWA Heavyweight Championship (1)
  - AWA Light-Heavyweight Championship (1)
  - AWA Tag Team Championship (1) - con Rob Vegas
- Big Time Wrestling
  - Big Time Wrestling Championship (1)
- International High Powered Wrestling
  - IHPW United States Heavyweight Championship (1)
  - IHPW Diamond Division Championship (1)
- Family Wrestling Entertainment
  - FWE Heavyweight Championship (1)
  - FWE Tri-Borough Championship (1)
  - FWE Rumble (2012)
- Jersey All Pro Wrestling
  - JAPW Heavyweight Championship (1)
  - JAPW Light Heavyweight Championship (1)
  - JAPW Tag Team Championship (1) - con Azriael
  - JAPW Television Championship (1)
- Jersey Championship Wrestling
  - JCW Television Championship (1)
  - JCW Cruiserweight Championship (1)
  - JCW J-Cup Championship (1)
- Pro-Wrestling ELITE
  - PWE Interstate Championship (1)
- Pro Wrestling Illustrated
  - 37º tra i 500 migliori wrestler singoli nella PWI 500 (2008)
- Politically Incorrect Wrestling
  - PiW World Championship (1)
- Ring of Honor
  - ROH World Championship (2)
  - ROH World Tag Team Championship (1) - con Jonathan Gresham
  - ROH Pure Championship (1)
  - ROH World Television Championship (2)
  - Survival of the Fittest (2012)
- Total Nonstop Action Wrestling
  - TNA X Division Championship (6)
  - TNA World Tag Team Championship (1) - con Consequences Creed
  - World X Cup - con Chris Sabin, Sonjay Dutt e Alex Shelley (2006)
  - X Division Star of the Year (2007)
- Unreal Championship Wrestling
  - UCW World Heavyweight Championship (1)
  - UCW United States Heavyweight Championship (1)
- Women Superstar Uncensored
  - WSU/NWS King and Queen of the Ring (2009) - con Miss April